# Бурхард I фон Локум
Бурхард I фон Локум (на немски: Burchard I von Loccum; * ок. 1090 в Локум; † 1130) е граф на Локум, граф в Южен Амбергау в Долна Саксония, фогт на Гандерсхайм и Клус (днес част от Бад Гандерсхайм).

## Биография
Той е син на Акарина (също Алиарина), чиято майка е Ода фон Елсдорф. Негова прабаба е Ида фон Елсдорф.
Бурхард I е близък приятел на император Лотар III фон Сиплингенбург и е сватосан с него. Бурхард е васал на ландграфа на Тюрингия Херман I фон Винценбург, издига се високо чрез императора и получава графство във Фризия. Заради стореж на замък той е нападнат през 1130 г. от хората на Херман I фон Винценбург в църковен двор и убит. Херман I е осъден на княжеското събрание в Кведлинбург на 18 август 1130 г. и му вземат всичките служби и дарения.

## Деца
Бурхард I има дъщеря и син:
- Беатриса фон Лука, омъжена за граф Вилбранд фон Халермунд
- Вилбранд I фон Локум-Халермунд (1120 – 1167), граф на Халермунд.